# Shuhei Shikano
Shuhei Shikano (japanisch 鹿野 修平 Shikano Shuhei; * 27. August 1999 in Tokio, Präfektur Tokio) ist ein japanischer Fußballspieler.

## Karriere
Shuhei Shikano erlernte das Fußballspielen in der Schulmannschaft der Ryutsu Keizai University Kashiwa High School sowie in der Universitätsmannschaft der Ryūtsū-Keizai-Universität. Seinen ersten Vertrag unterschrieb er am 1. Februar 2022 beim Iwaki FC. Der Verein aus Iwaki, einer Stadt in der Präfektur Fukushima auf Honshū, spielte in der dritten japanischen Liga, der J3 League. Sein Drittligadebüt gab Shuhei Shikano am 13. März 2022 (1. Spieltag) im Auswärtsspiel gegen den Kagoshima United FC. Hier stand er in der Startelf und stand die kompletten 90 Minuten im Tor. Das Spiel endete 1:1. Am Ende der Saison feierte er mit Iwaki die Meisterschaft und den Aufstieg in die zweite Liga. Nach insgesamt 26 Ligaspielen wechselte er im Februar 2025 auf Leihbasis zum Zweitligaabsteiger Tochigi SC in die dritte Liga.

## Erfolge
Iwaki FC
- Japanischer Drittligameister: 2022  ▲